# Битва під Гельдубою
Битва під Гельдубою — одна з основних битв Батавського повстання
На півночі Римської імперії панував хаос: декілька германських племен влаштували повстання, і вони оточили один з головних таборів Риму на Рейні. Задля зняття блокади будуть відправлені 3 легіони, яким вночі доведеться оборонятися проти наступаючих батавів. Битва здавалася вже програною для римлян, однак вчасна допомога васконетів врятувала положення легіонерів, і повсталим довелося відступити з великими втратами/

## Передумови

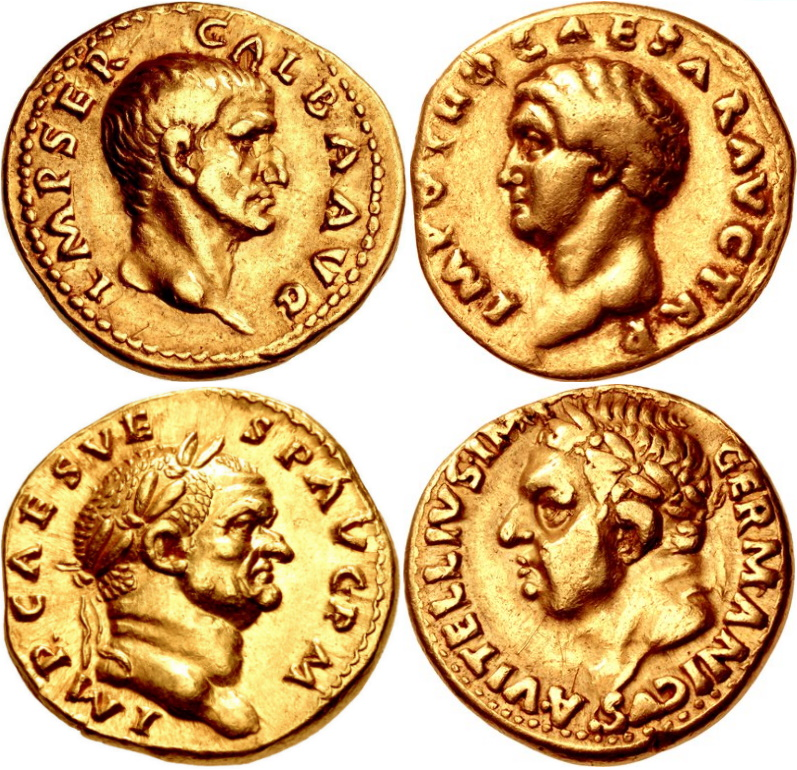
Монети з зображенням чотирьох імператорів, які змінювалися впродовж 68-69 років

Витоки битви під Гельдубою йдуть ще з часів громадянської війни 68-69 рр. Тоді, перед початком розподілу влади Римом правив останній представник династії Юліїв-Клавдіїв Нерон. Кінець його правління характеризувався наростанням антиримського руху в провінціях та в самому Римі. В червні 68 р. Нерон накладає на себе руки, і Сенат проголошує імператором Сульпіція Гальбу. В січні 69 року Гальбу вбивають, а імператорами заявляються два претенденти. З одного боку преторіанці, які обрали імператором Сальвія Отона, а з іншого германські легіони, які ввідали перевагу свому легату – Авлу Вітелію. В битві при невеликому селі в Північній Італії Вітелій знищив армію Отона, після чого останній помирає. Здавалося, що в Римі тепер єдиний претендент на трон.
Однак, потім Вітелію необхідно було протистояти ще одному претенденту — Веспасіану Флавію. Вітеллію потребні були нові війська і він наказав командувачу рейнської армії Марку Гордеонію Флакку надіслати війська до Італії. Той відмовив, на що Вітелій наказав набрати нових солдат з рядів батавів, що жили між річками Рейн та Вааль.
Від цих подій особливо постраждав один з представників батавської знаті — Юлій Клавдій Цивіліс. За часів деспотичного Нерона його брата стратили за сфальсифікованою справою, самого ж заарештували. Гальба його відпустив, однак після повернення до Нижньої Германії вже Вітелій проводить арешт, хоч потім Цивіліса відпустили. Проглядається одна з причин повстання, яка полягала в особистій образі Цивіліса, проте має місце прагнення Цивіліса зміцнити свою особисту владу серед батавів. Очевидно, на момент повстання серед батавів існували кілька угрупувань аристократів, що вели між собою запеклу боротьбу, через що можливість повстання могла б підняти позиції Цивіліса.

Розвиток Батавського повстання до битви при Гельдубі

Племена Нижньої Германії були незадоволені рекрутською політикою імперії. Цивіліс отримав шанс, яким він зміг скористатися. Вмовивши канефатів та фризів приєднатися до повстання, ці два племені жорстоко почали розправлятися з таборами на північних кордонах Рейну. Приєднавшись до майбутніх битв проти римлян, Цивіліс зміг вигнати їх з територій вздовж річок Маас, Ваал та Рейн.
Перемога батавів під Нейменегом вибила останні сили римлян з їх території. Для тодішньої імперії це був серйозний репутаційний удар. Фактично, головні цілі посталих були досягнуті. Наявність сотень трупів безперечно доводило, що Юлій Цивіліс помстився за свого брата. Плем'я покарало римлян за безчесне вербування у військо. Більше того, батави тепер вважалися наймогутнішим племенем у цьому районі. Якщо Юлій Цивіліс хотів стати королем свого племені, у нього це було в межах досяжності: той, хто досяг таких висот, мав достатньо престижу, щоб стати лідером будь-якого племені. На їх боці грало ще те, що Веспаніан був готовий дати незалежність батавам у випадку перемоги в громадянській війні.
Все змінило осада Кастра Ветери — символу влади Риму в регіоні. Жоден імператор не міг залишити безкарним напад на цей табір. Якщо тільки один спис буде кинутий через стіни легіонерської бази, то неминуче, що велика армія прийде на північ і спробує помститися. Вересень 69 року дав початок спробам батавів захопити табір. На зняття блокади 3 легіони на чолі яких стояв Гай Вокула: Legio I Germanica, Legio XXII Primigenia та Legio XVI Gallica, приблизна пількість яких становила 12000. Вони зупинилися біля Гельдуби, що було не так далеко від Ксантена. Цивіліс знав, що йому треба знищити армію в Крефельді, перш ніж вона з'єднається з обложеними. Він знав, що треба це зробити до приходу нового підкріплення, і якби він знищив армію в Крефельді зараз, то Кастра Ветера б пала. Гельдуба — ключовий перевалочний пункт, який вирішував долю одного з головних таборів Рейну. Напад на нього був питанням часу.

## Хід битви

Напад батавів на табір біля Гельдуби у 69 році. Ескіз 2012 року

Зачатки майбутнього протистояння відбуваються ще в кінці осені 69 року. Вокула разом із кавалерійським ескадроном робив коротку «вилазку» в район Кугернер. Тоді, германці на правому березі Рейну захопили римський корабель постачання біля порту Гельдуба. Також було підпалено будинки у селищі Гельдуба. Легіонери були не задоволені такими обставинами, і звинуватили у загибелі корабля коменданта табору Геренія Галла за його нерішучість, побили його та ув'язнили. Тільки Вокула, повернувшись, зміг звільнити його і покарати бунтівників.
Ближче до зими батави вже знаходились біля Асцибургу. Пограбувабувавши там табір кінного загону, їм відкрився шлях на Гельдубу. Перед Цивілісом стояла проблема: армія Вокули хоч і була виснажена, однак у звичайному форматі битви могла зі складнощами, але побороти батавське військо. Через це, бачилася необхідність змінити тактику. Цивіліс знайшов підхід: напасти треба швидко та неочікувано, щоб застати противника зненацька. Орієнтуючись на ці обставини, батави почали наступ в ніч з 1 на 2 грудня 69 року.
Це спрацювало: після сигналу тривоги Вокула не міг адекватно організувати оборону. Єдине, що він встиг зробити - сформувати центральне ядро з легіонерів, коло якого гуртувалися допоміжні сили. Вершники Цивіліса атакували з північного заходу, тоді як батавська піхота обійшла табір та атакувала з півдня. Римська кавалерія на початку намагалася атакакувати, однак ряди батавів швидко відкинули їх та повернули назад до табору. Зробили свій внесок і когорти нервіїв, які взагалі відкрили фланги римської армії, що дозволило батавам кинутися на легіонерів. Батави проникали як у зовнішній табір допоміжних військ, так і в центр табору легіонерів. Картина для Вокули була достатньо драматичною: римляни програвали по всім напрямкам, не маючи можливості нормально відповісти нападникам. Результат битви здавався вже очевидним.
Перегорнути битву на бік римлян довелося вчасно прибувшим на допомогу когортам васконенів (сучасних басків), сформованих ще за часів імператора Гальби. У той час як увага батавів була зосереджена в іншому місці, вони атакували їх з тилу і викликали повсюдну паніку в рядах Цивіліса. Батавці вважали, що це легіони з Майнца, тому батавська кавалерія почала тікати. Це дало римським солдатам нову енергію, і, поки васконети перебили більшу частину піхоти повсталих ззаду, вони знову зібрали свої сили та приєдналися до руйнації армії нападників.
Бачучи нейомірну кількість втрат та безперспективність продовження бою, останні сили батавів та германців не бачили сенсу продовжувати бій та відступили. Перемога дісталася римлянам.

## Наслідки
Битва під Гельдубою стала важливою перемогою для римлян. Така поразка батавів зробила протистояння проти римлян набагато складнішим. Стало зрозуміло, що Цивіліс не зможе продовжити блокаду Кастра Ветри, і Вокула, хоч не одразу, але зміг з'єднати своїх легіонерів з військами табору через пару днів. Батави програли не тільки битву, а й стратегічну перевагу.

 
Варто звернути увагу на масштаб битви. Не просто так римський історик писав:
 «Битва перетворилася на різанину… За кількістю вбитих втрати нашої армії були в той день більше, але ми втратили поганих солдатів, тоді як германці залишили на полі бою весь колір свого воїнства». 
Це говорить про справді велику кількість загиблих під час бою, і нещодавно слова Тацита були підстверджені археологічними розкопками. Протягом 10 місяців команда археологів, студентів та волонтерів знаходили величезну кількість останків та артефактів – сотні монет, зброю, прикраси, шоломи, поясні пряжки римських солдатів, кістки людей та коней. Сотні людей і коней не отримали належного поховання, а були поховані поспіхом у величезній братській могилі. Лише останків коней було знайдено понад 300. Тому тут Тацит доволі чітко описав грандіозність битви.
Що ж до подальшої долі Гельдуби, то потім вона все ж буде взята Цивілісом. Однак, тоді повстання поступово йшло на спад, і через рік усі намагання Цивіліса проваляться. Вже у 71 р. Біля Гельдуби  розпочнеться будівництво першого (справжнього) форту.